# Judy Becker
Judy Becker (* 1955 oder 1956 in New York) ist eine US-amerikanische Szenenbildnerin beim Film. Bei der Oscarverleihung 2014 war sie für den Spielfilm American Hustle in der Kategorie Bestes Szenenbild für den Oscar nominiert. Eine weitere Nominierung für den Preis bekam sie 2025 für Der Brutalist

## Leben
Becker wurde als Tochter des Wirtschaftsnobelpreisträgers Gary Stanley Becker und Doria Slote Becker geboren. Sie hat eine Schwester, Catherine Becker, und zwei Stiefbrüder aus der zweiten Ehe ihres Vaters. Sie studierte am Barnard College, machte 1978 einen Master-Abschluss in europäischer Geschichte an der Columbia University und einen Abschluss in Rechtswissenschaften an der New York University. 1996 heiratete sie Michael Taylor, der selbst in der Filmbranche als Editor tätig ist. Im selben Jahr begann sie als Partnerin in der Anwaltskanzlei Arnold & Porter zu arbeiten.
Ihre Karriere als Szenenbildnerin und Setdesignerin beim Film begann sie Ende der 1980er Jahre in der New Yorker Independent-Film-Community. In den folgenden Jahren arbeitete sie an Filmen wie Garden State, Brokeback Mountain und Der letzte Gentleman. 2014 war sie gemeinsam mit Heather Loeffler für den Spielfilm American Hustle für den Oscar in der Kategorie Bestes Szenenbild nominiert. 2025 bekam sie zusammen mit Patricia Cuccia eine weitere Nominierung für den Film Der Brutalist. Mit dem Regisseur des Films David O. Russell hatte sie bereits zuvor bei Silver Linings und The Fighter zusammengearbeitet.
Judy Becker lebt gemeinsam mit ihrem Ehemann in Manhattan.

## Filmografie (Auswahl)
Szenenbildnerin
- 1998: From a High Place
- 2000: The Opponent
- 2001: The Jimmy Show
- 2002: XX/XY
- 2002: Personal Velocity: Three Portraits
- 2002: Long Way Home – Sommer in New York (Raising Victor Vargas)
- 2004: Garden State
- 2004: Dandelion – Eine Liebe in Idaho (Dandelion)
- 2005: Thumbsucker
- 2005: Brokeback Mountain
- 2006: The Hawk Is Dying
- 2006: Kaltes Blut – Auf den Spuren von Truman Capote (Infamous)
- 2007: I’m Not There
- 2008: Stop-Loss
- 2008: Management
- 2010: Der letzte Gentleman (The Extra Man)
- 2011: The Fighter
- 2011: His Way
- 2011: We Need to Talk About Kevin
- 2011: Shame
- 2012: Ruby Sparks – Meine fabelhafte Freundin (Ruby Sparks)
- 2012: Silver Linings (Silver Linings Playbook)
- 2012: Hitchcock
- 2013: American Hustle
- 2015: Liebe ohne Krankenschein (Accidental Love)
- 2015: Carol
- 2015: Joy – Alles außer gewöhnlich (Joy)
- 2017: Feud (Fernsehserie, 8 Episoden)
- 2017: Battle of the Sexes – Gegen jede Regel (Battle of the Sexes)
- 2018: American Crime Story (Fernsehserie, 6 Episoden)
- 2018: Pose (Fernsehserie, 2 Episoden)
- 2020: Ratched (Fernsehserie, 8 Episoden)
- 2020: The Boys in the Band
- 2022: Amsterdam
- 2024: The Brutalist